# Albert De Cordier
Albert Marie Joseph De Cordier (Ronse, 30 november 1914 - 10 januari 2007) was een Belgisch volksvertegenwoordiger.

## Levensloop
Van beroep binnenhuisarchitect, trad De Cordier toe tot de PVV.
In Ronse werd hij in 1970 gemeenteraadslid en in 1983 schepen van Openbare Werken. Hij nam het initiatief voor het bouwen van een Textielmuseum.
Hij was een voorvechter van de tweetaligheid en ageerde binnen de groep Renaix bilingue. Hij stichtte een Cercle Emile Verhaeren, ter ondersteuning van de Franse cultuur in Ronse.
Hij werd in december 1978 verkozen tot lid van de Kamer van volksvertegenwoordigers voor het arrondissement Oudenaarde en oefende dit mandaat uit tot in november 1981. In de periode januari 1979-oktober 1980 zetelde hij als gevolg van het toen bestaande dubbelmandaat ook in de Cultuurraad voor de Nederlandse Cultuurgemeenschap, die op 7 december 1971 werd geïnstalleerd. Vanaf 21 oktober 1980 tot november 1981 was hij tevens korte tijd lid van de Vlaamse Raad, de opvolger van de Cultuurraad en de voorloper van het huidige Vlaams Parlement.  
Tot op hoge leeftijd bleef hij zijn partij steunen, meer in het bijzonder zijn vriend Herman Decroo.